# 吉用由美
吉用 由美（よしもち よしみ、1985年1月14日 - ）は、日本のヨガインストラクター、元グラビアアイドル、元タレント。ディーアンドエルプロモーション、徳間プロモーション、プチスマイル、エクセルヒューマンエイジェンシーの順に所属していた。神奈川県出身。
尚、プチスマイル所属時は、藍川美砂（あいかわみさ）名義で活動。

## 人物・来歴
- 2004年デビュー。愛らしい顔立ちに豊満で大きな胸が特徴。ネイルアート、和太鼓、マジック、ベリーダンス、一輪車、映画鑑賞が趣味・特技であり、マジドル（マジシャンアイドル）として活躍したことも。
- 2009年6月30日、自身の旧公式ブログ「MISAぶろ」で活動休止を発表。
- 2009年7月2日より個人としてブログ「帰ってきたもっちーblog」を再開。
- 2009年11月より、エクセルヒューマンエイジェンシーに所属。
- 2009年11月5日より公式ブログ『吉用由美の「もっちぃ〜アイランド」』をスタート、正式に芸能活動を再開。
- 2011年11月 - 2012年1月、SIR20（サンスポアイドルリポーター候補生）として活動。
- 2014年2月23日、大河ドラマ「軍師官兵衛」第8話への出演を最後に、芸能活動から引退することを公式ブログで発表[1]。
- 現在はヨガインストラクターとして活動している。

## 出演作品

### DVD（吉用由美 名義）
- e-nice girls Vol.4（2004年、E-NICE LABEL）
- もっちぃ〜？（2004年11月19日、アイドルメーカー・エッジ）
- EYE（2005年1月26日、インディーズ・メーカー）
- Gravure Mix Vol.1（2005年9月30日、インディーズ・メーカー）
- Meet the Girl Vol.5（2005年11月26日、インディーズ・メーカー）
- Surprise（2006年1月20日、イーネットフロンティア）
- Watch me（2006年3月24日、イーネットフロンティア）
- アイドルコロシアム 天空のアリーナ（2006年9月22日） - デビル 役
- 吉用由美と露天風呂でSEXY温泉デート（2007年5月15日、シーズファクトリー）
- Y（2013年7月20日、ラインコミュニケーションズ）[2]
- POISON（2013年12月23日、BNS）

### 写真集（吉用由美 名義）
- もっちぃ〜？（2004年11月21日、アイドルメーカー・エッジ、撮影：戚世）ISBN 978-4902522662

### CD（吉用由美 名義）
- try again（2004年7月28日、E-NICE LABEL）

### 舞台
- TEAM JAPAN SPEC「終わらない修学旅行」（2010年10月6日-11日、シアターグリーン BOX IN BOX THEATER）
- Ann & Mary presents「PIRATES OF THE DESERT」（2013年7月10日-15日、シアターグリーン BIG TREE THEATER）